# Yosef Almogi

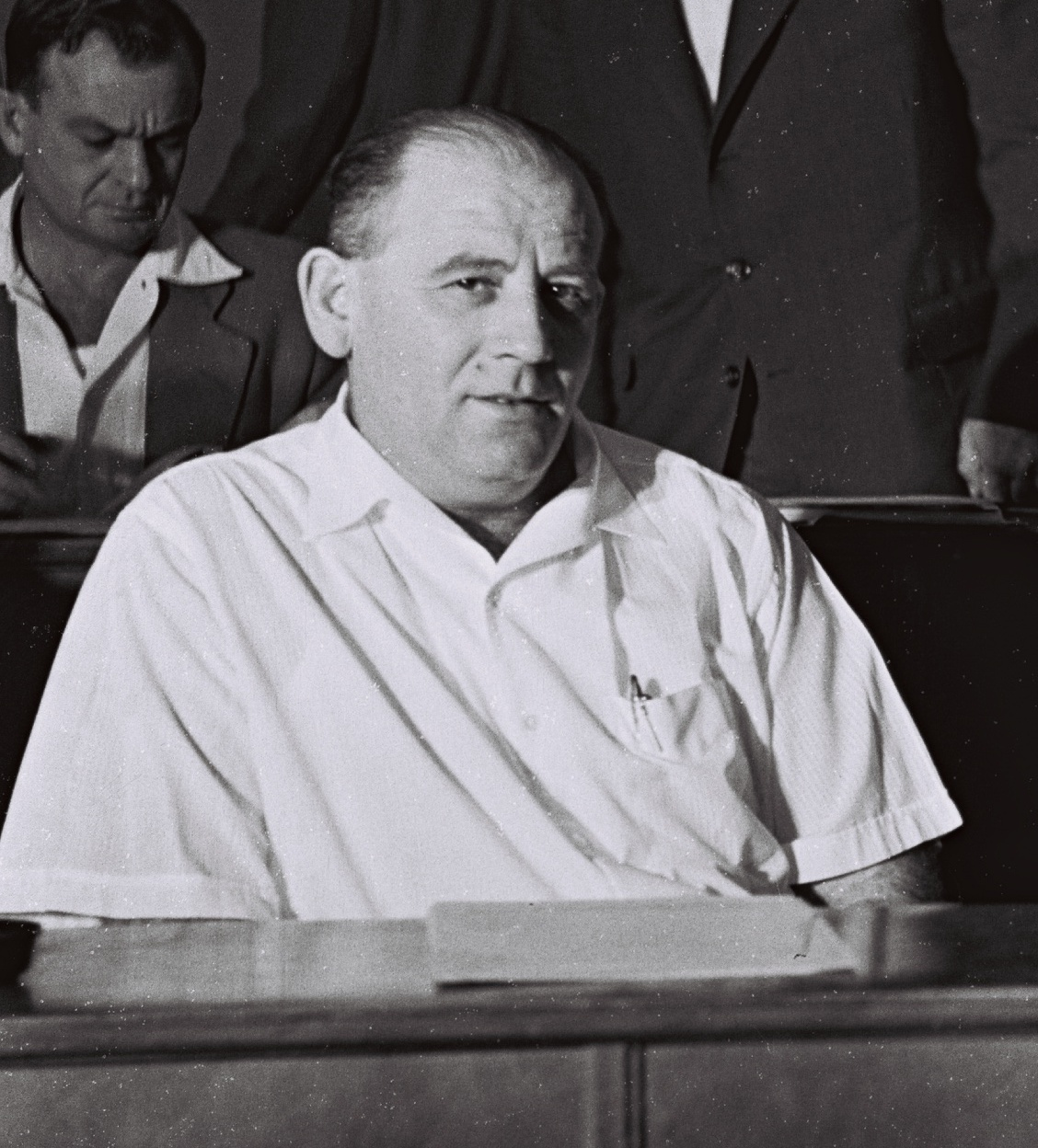
Yosef Almogi

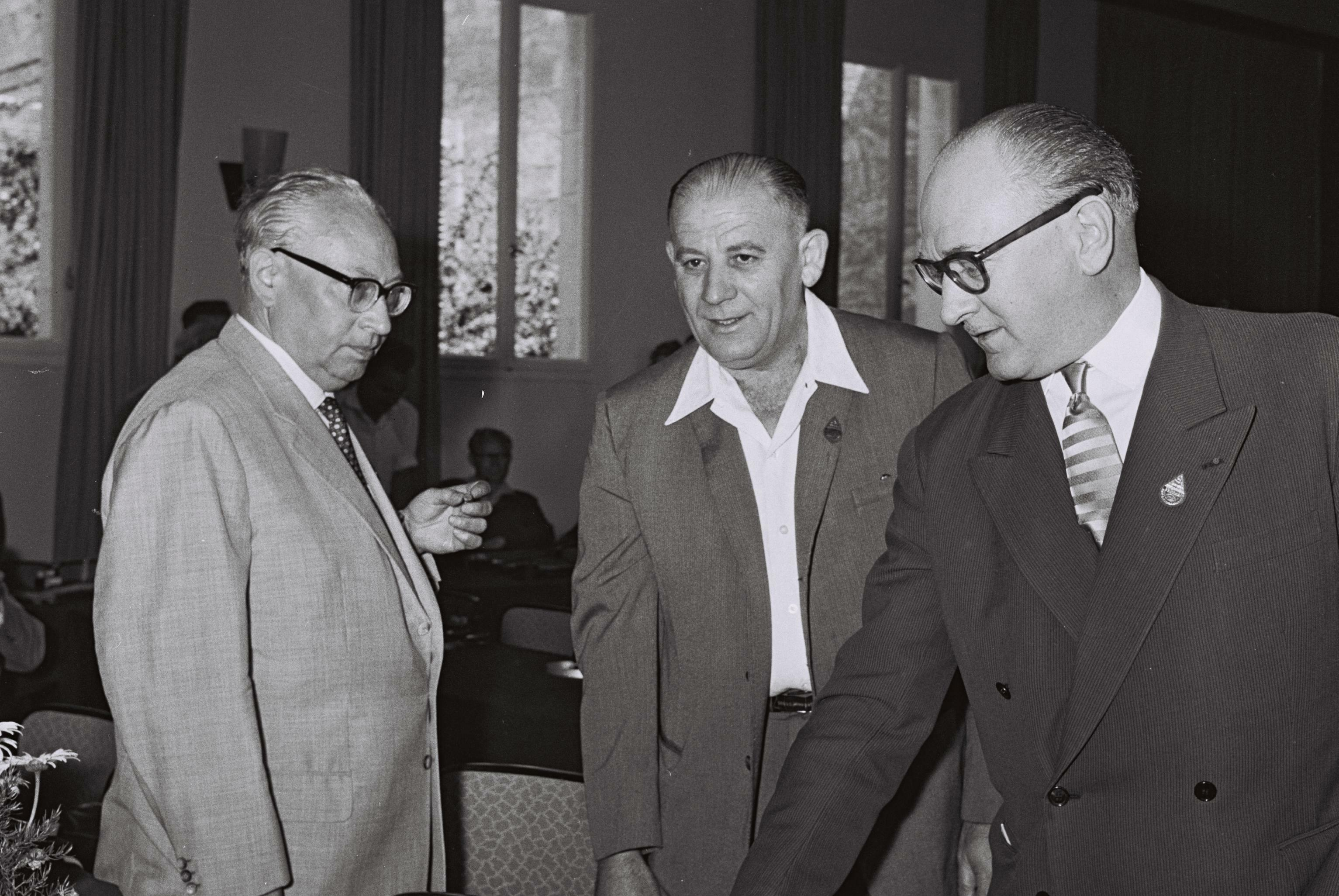
Erich Ollenhauer, Yosef Almogi und Guy Mollet (von links), Haifa 1960

Yosef Aharon Almogi (hebräisch יוסף אהרון אלמוגי, * 5. Mai 1910 als Josef Karlenboim in Hrubieszów, Russisches Kaiserreich, heute Polen; † 2. November 1991 in Haifa) war ein israelischer Politiker.

## Leben
Almogi arbeitete für die Hagana in Kfar Saba, Tel Aviv (1936) und Haifa (1937). Im Jahre 1940 schrieb er sich in der Britischen Armee ein und kämpfte im Zweiten Weltkrieg in Griechenland gegen das nationalsozialistische Deutschland. Am 30. April 1941 kam er mit seiner Einheit in deutsche Kriegsgefangenschaft.
In der Nachkriegszeit kehrte er nach Israel zurück und wurde als Politiker in David Ben-Gurions Mapai tätig. Er war von 1959 bis 1961 Generalsekretär der Mapai. Almogi war von 1955 bis 1977 Abgeordneter der Knesset und unter Ben-Gurion seit Oktober 1962 Minister für Bauen und Wohnen  und Entwicklungsminister. Als Levi Eschkol im Jahre 1963 Premier wurde, behielt Almogi beide Ministerposten. 1976 war er auch Vorsitzender der Jewish Agency.

## Schriften
- Total Commitment. Herzl Press, New York 1982, ISBN 0-8453-4749-7.

## Archivquelle
- Central Zionist Archives, Jerusalem: The Office of Yosef Almogi (S85), Personal papers (AK292).